# Lajos Dunai
Lajos Dunai (Budapest, 29 novembre 1942 – Budapest, 18 dicembre 2000) è stato un calciatore ungherese, di ruolo difensore.

## Carriera

### Club
Ha sempre giocato nel campionato ungherese.

### Nazionale
Ha vinto l'oro olimpico nel 1968.